# سیچلاید کالووس
سیچلاید کالووس (Altolamprologus calvus) یک سیچلاید بومی خط ساحلی جنوبی دریاچه تانگانیکا در شرق آفریقا است. این گونه دارای بدن بسیار فشرده دسیک مانند و دارای باله پشتی بلندی است. نرها ممکن است تا 13 سانتیمتر رشد کنند اما ماده ها معمولا کوچکتر هستند.
از نظر ظاهر شبیه به گونه A.compressiceps ، خویشاوند نزدیک خود است.
سیچلاید کالووس معمولاً در کنار ماهی های آفریقای شرقی به عنوان یک ماهی آکواریومی نگهداری میشود . چندین گونه محلی وجود دارد. مثالها عبارتند از:
- "سامبیای سیاه"
- "سینه سیاه"
- "زئیر سیاه"
- "کاپاپا سیاه"
- 'رنگ زرد'
- 'سفید'